# ドラゴンシンボル
ドラゴンシンボル（欧字名:Dragon Symbol、2018年4月13日 - ）は、イギリスを拠点に活躍していた競走馬である。馬主が日本人の窪田芳郎であることでも知られている。

## 経歴
2020年タタソールズ・ブリーズ・クレイヴン・ブリーズアップセールの2歳部門に上場される若駒にオイシン・マーフィーが騎乗して乗り味を確かめた際、1頭の牡馬を気に入った彼は当時ピンフック（転売）のために所有していたオークツリーファームのノーマン・ウィリアムソンから牡馬を購買した。それがのちのドラゴンシンボルであり、所有してくれる馬主を探していたマーフィーと親交のある窪田が購入し、窪田の所有馬となった。
3歳3月、ウルヴァーハンプトン競馬場で行われた6ハロンのオールウェザー戦と遅めのデビューを迎えたドラゴンシンボルは女性騎手のホリー・ドイルを背に2着に3と1/2馬身差をつけデビュー勝ち。その後一般戦を連勝し、無敗の4連勝で挑んだG2サンディレーンステークスは1番人気に支持されたが、伏兵のロハーンにハナ差及ばず2着に敗れ連勝は4でストップした。
連勝が止まったドラゴンシンボルは次走にロイヤルアスコット開催に組まれているG1コモンウェルスCを選択。このレースからマーフィーが手綱を取ることになる。1番人気こそフランス調教馬スエザに譲ったが、レースではランフランコ・デットーリが駆るアメリカから遠征してきた前年のG1モルニ賞覇者カパネッレとの激しい叩き合いを制し1位入線した。ところがレース後、最後の競り合いでドラゴンシンボルが斜行してカンパネッレの進路を妨害したとして栄冠から一転、2着への降着処分が下された。レース後マーフィーは「ドラゴンシンボルの関係者、A.ワトソン調教師と（馬主の）窪田氏には申し訳なかった。日本でもとても注目されていたと思う」とコメント。のちに陣営は裁定に異議を申し立てたが、却下され着順どおりに確定。窪田芳郎オーナーのG1初制覇は幻に終わった。
その後も休まずにスプリント重賞を転戦するもいずれも勝ちきれず、ジュライカップとキングジョージステークスが2着、ナンソープステークスは3着。アイルランドへ遠征したフライングファイブステークスでは直線伸びきれず4着と3着以内を初めて逃し、10月のブリティッシュ・チャンピオンズ・スプリントステークスにおいては14着と惨敗を喫し、このレースを最後に休養に入り、3歳シーズンを終えた。
年が明けた2022年1月、ドラゴンシンボルがワトソン厩舎からヴァリアン厩舎へ転厩することが発表される。始動戦となったG2デュークオブヨークステークスは主戦のマーフィーが一時的に騎手免許を返上したため新たにデヴィッド・イーガンを鞍上に迎えて臨んだが、失速し7着と敗退した。

## 血統表
| ドラゴンシンボルの血統 | ドラゴンシンボルの血統                                              | ドラゴンシンボルの血統                                              | （血統表の出典）                                                    | （血統表の出典）    |
| 父 Cable Bay 2011 鹿毛 | 父の父Invincible Spirit 1997 鹿毛                                   | Green Desert                                                        | Danzig                                                              | Danzig              |
| 父 Cable Bay 2011 鹿毛 | 父の父Invincible Spirit 1997 鹿毛                                   | Green Desert                                                        | Foreigen Countier                                                   |                     |
| 父 Cable Bay 2011 鹿毛 | 父の父Invincible Spirit 1997 鹿毛                                   | Rafha                                                               | Kris                                                                | Kris                |
| 父 Cable Bay 2011 鹿毛 | 父の父Invincible Spirit 1997 鹿毛                                   | Rafha                                                               | Eljazzi                                                             |                     |
| 父 Cable Bay 2011 鹿毛 | 父の母Rose De France 2005 鹿毛                                      | Diktat                                                              | *ウォーニング                                                       | *ウォーニング       |
| 父 Cable Bay 2011 鹿毛 | 父の母Rose De France 2005 鹿毛                                      | Diktat                                                              | *アルヴォラ                                                         |                     |
| 父 Cable Bay 2011 鹿毛 | 父の母Rose De France 2005 鹿毛                                      | Cherokee Rose                                                       | *ダンシングブレーヴ                                                 | *ダンシングブレーヴ |
| 父 Cable Bay 2011 鹿毛 | 父の母Rose De France 2005 鹿毛                                      | Cherokee Rose                                                       | Celtic Assembly                                                     |                     |
| 母 Arcamist 2013 芦毛  | 母の父Arcano 2007 鹿毛                                              | Oasis Dream                                                         | Green Desert                                                        | Green Desert        |
| 母 Arcamist 2013 芦毛  | 母の父Arcano 2007 鹿毛                                              | Oasis Dream                                                         | Hope                                                                |                     |
| 母 Arcamist 2013 芦毛  | 母の父Arcano 2007 鹿毛                                              | Tariysha                                                            | Daylami                                                             | Daylami             |
| 母 Arcamist 2013 芦毛  | 母の父Arcano 2007 鹿毛                                              | Tariysha                                                            | Tarwiya                                                             |                     |
| 母 Arcamist 2013 芦毛  | 母の母Good Enough 1995 芦毛                                         | Mukaddamah                                                          | Storm Bird                                                          | Storm Bird          |
| 母 Arcamist 2013 芦毛  | 母の母Good Enough 1995 芦毛                                         | Mukaddamah                                                          | Tash                                                                |                     |
| 母 Arcamist 2013 芦毛  | 母の母Good Enough 1995 芦毛                                         | Viceroy Princess                                                    | Godswalk                                                            | Godswalk            |
| 母 Arcamist 2013 芦毛  | 母の母Good Enough 1995 芦毛                                         | Viceroy Princess                                                    | Black Crow                                                          |                     |
| 母系(F-No.)            | (FN:F14-b)                                                          | (FN:F14-b)                                                          | (FN:F14-b)                                                          | [ § 2 ]             |
| 5代内の近親交配        | Green Desert S3×M4、ダンシングブレーヴ S4×M5、Northern Dancer S5×M5 | Green Desert S3×M4、ダンシングブレーヴ S4×M5、Northern Dancer S5×M5 | Green Desert S3×M4、ダンシングブレーヴ S4×M5、Northern Dancer S5×M5 | [ § 3 ]             |
| 出典                   | 1. 2. 3.                                                            | 1. 2. 3.                                                            | 1. 2. 3.                                                            | 1. 2. 3.            |